# Byttneria sagasteguii
Byttneria sagasteguii är en malvaväxtart som beskrevs av Cristóbal. Byttneria sagasteguii ingår i släktet Byttneria och familjen malvaväxter. Inga underarter finns listade i Catalogue of Life.